# Quebrada de Los Sosa

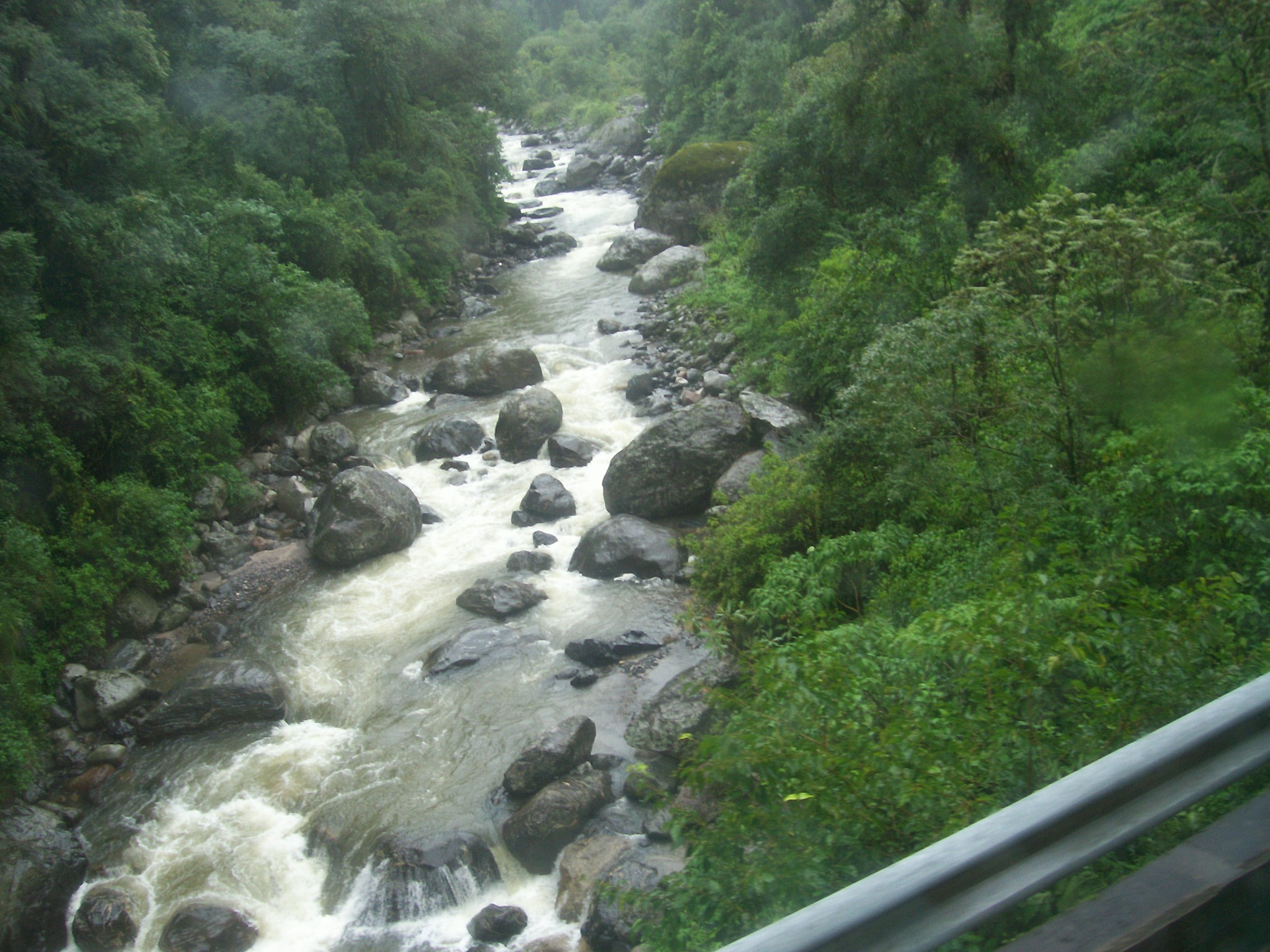
Río Los Sosa en medio de la Quebrada que lleva su nombre.

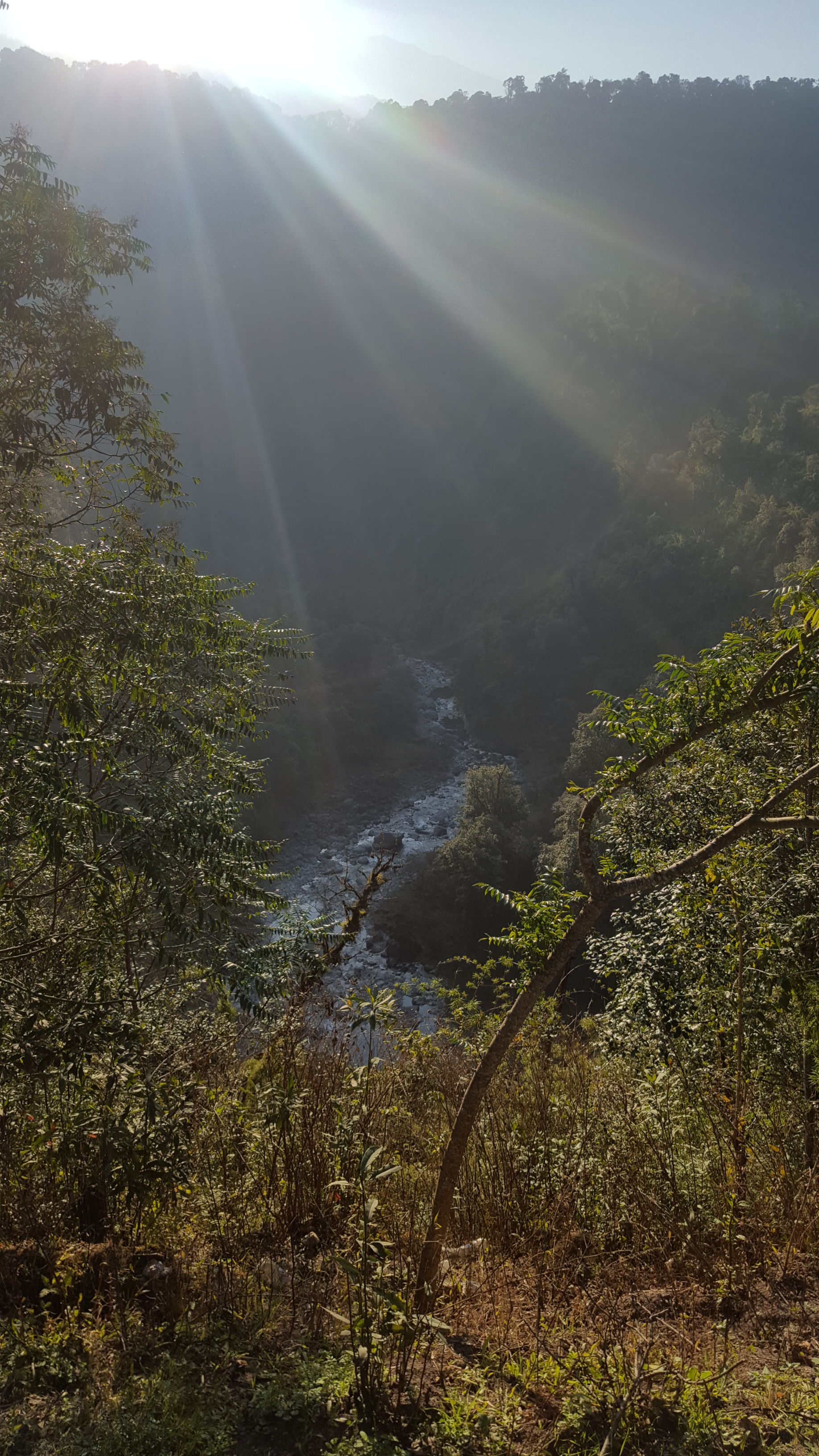
Visto desde uno de los miradores en la ruta a Tafí del Valle.

La Quebrada de Los Sosa es una depresión formada por el río del mismo nombre a través de 30 km en medio del Bosque Tucumano-Boliviano. Localizado en el departamento Monteros de la provincia de Tucumán, este paso forma parte de la Reserva Natural Provincial Los Sosa. Esta formación es el camino de entrada al Valle de Tafí.
El río que le da nombre a la quebrada es el mismo que, aguas arriba, se llama Tafí y que baja desde los 2.000 m s. n. m. hasta los 400 de la llanura oriental de la provincia de Tucumán.

## Fisiografía
La Quebrada de los Sosa, se trata de un estrecho y anfractuoso valle que asciende desde la Llanura Chacopampeana hasta el Valle de Tafí, tal Valle de Tafí es geológicamente la continuación septentrional de la Quebrada de los Sosa  (o viceversa, según el punto de vista). La Quebrada de los Sosa está botánicamente cubierta por una densa nimbosilva (parte meridional de la yunga argentina, hasta hace pocos años llamada "Selva tucumano-oranense"), en cambio el fresco Valle de Tafí es una zona de prados y bosquecillos alpestres, más al noroeste del Valle de Tafí  se accede, tras pasar el Abra del Infiernillo, a los secos aunque sin embargo muy fértiles en sus oasis de riego Valles Calchaquíes compartidos por las provincias de Catamarca, Salta y Tucumán.

### Flora

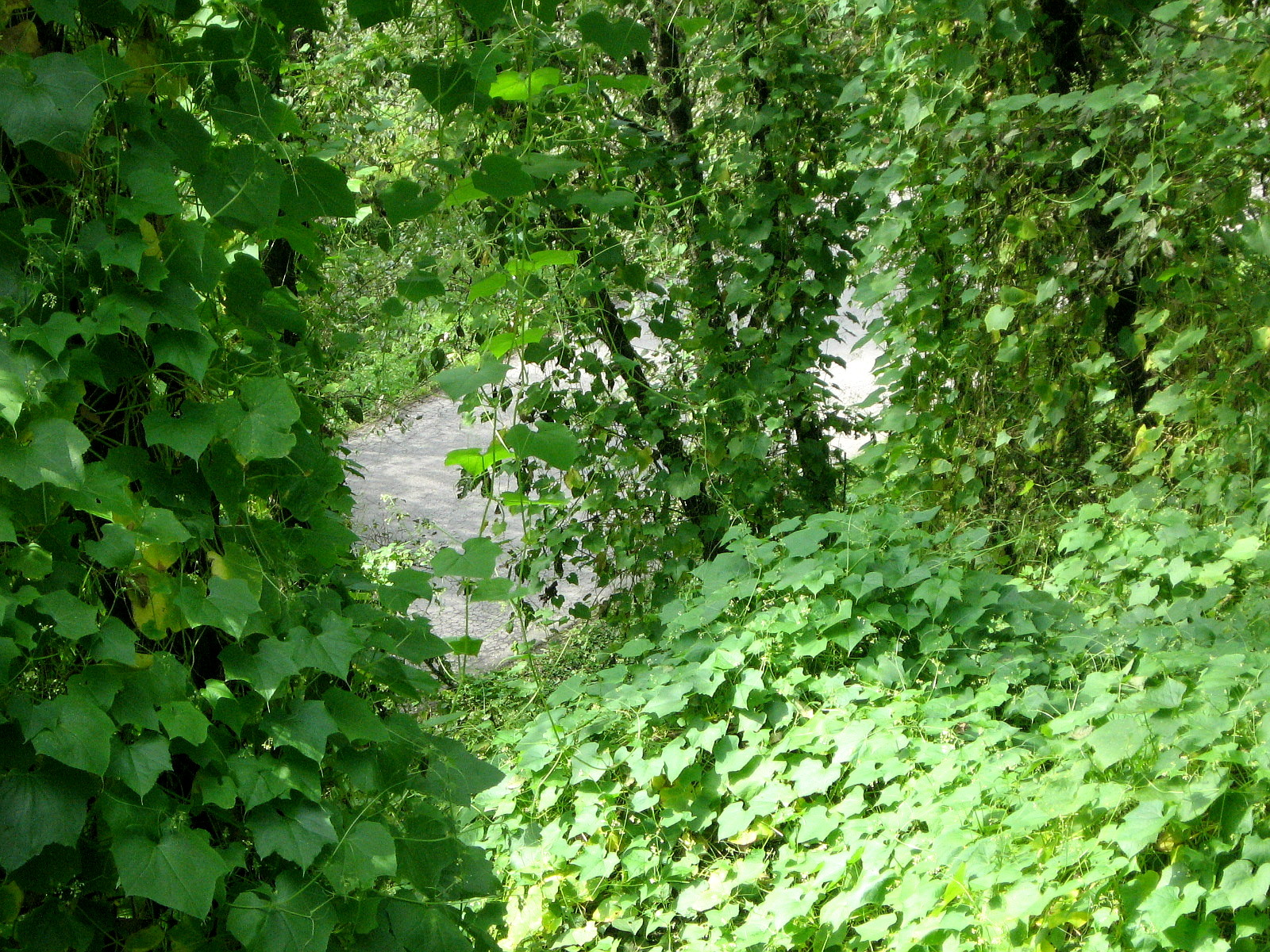
Selva montana, quebrada de Los Sosa, RP 307

La vegetación tiene tres rasgos definidos según la altura sobre el nivel del mar.
- Desde el comienzo de la quebrada hasta la estatua de El Indio (escultura del artista tucumano Juan Carlos Iramain), 10 km camino arriba, y a 963 m s. n. m., se encuentra la selva subtropical basal, también se la llama "selva de laurel", porque es característico en esta parte el laurel tucumano, un frondoso árbol que puede llegar a medir 25 m. Junto al laurel se pueden encontrar pacaráes, lapachos, tarcos, tipas, cebiles, arrayanes, nogales y cedros, entre otras especies.[1]

- Desde la estatua de El Indio, hasta el Apeadero General Muñoz (14 km más adelante y unos 800 metros más alto), el paisaje se convierte en una selva subtropical de mirtáceas (por el predominio de esta familia de plantas)[1] entre las que se encuentran el horco molle, el seudomato y una variedad de guayaba llamada falso guilli.[2]

- En el último tramo de la quebrada la vegetación cambia por completo. La selva es sustituida por el bosque de alisos que se vuelve a transformar luego, llegando al Valle de Tafí, en verdes prados.[1]

### Fauna
En la reserva existen aproximadamente unas 25 especies de mamíferos y 115 especies de aves registradas, con la posibilidad de que este número aumente con investigaciones más extensas.

La zona está incluida en el listado de AICAs de Argentina, debido a esta riqueza ornitológica. Se destacan varias especies amenazadas y endémicas como el hocó oscuro y el mirlo de agua. Son frecuentes los avistajes del pato de torrente y del cerquero amarillo.
Existen registros de la presencia de ejemplares de calancate cara roja, pava de monte común, vencejo blanco, picaflor frente azul, picaflor vientre blanco, carpintero lomo blanco, rey del bosque, entre muchos otros que han sido fotografiados y en ocasiones grabados.

## Reserva Natural Provincial
La Quebrada de Los Sosa es una de las 12 áreas protegidas de Tucumán. Fue creada en 1940, por la Ley Provincial 1.829 con la finalidad de que sea una reserva forestal que protegiera la franja que tiempo más tarde fuera el camino a los Valles Calchaquíes.
La reserva comprende un área de 18 km de largo y 1 km promedio de ancho. Está ubicada entre los km 20 y 38 de la Ruta Provincial 307. La altitud va aproximadamente desde los 650 a los 1.750 m s. n. m. En total posee una superficie de 890 ha.

## Ruta Provincial 307

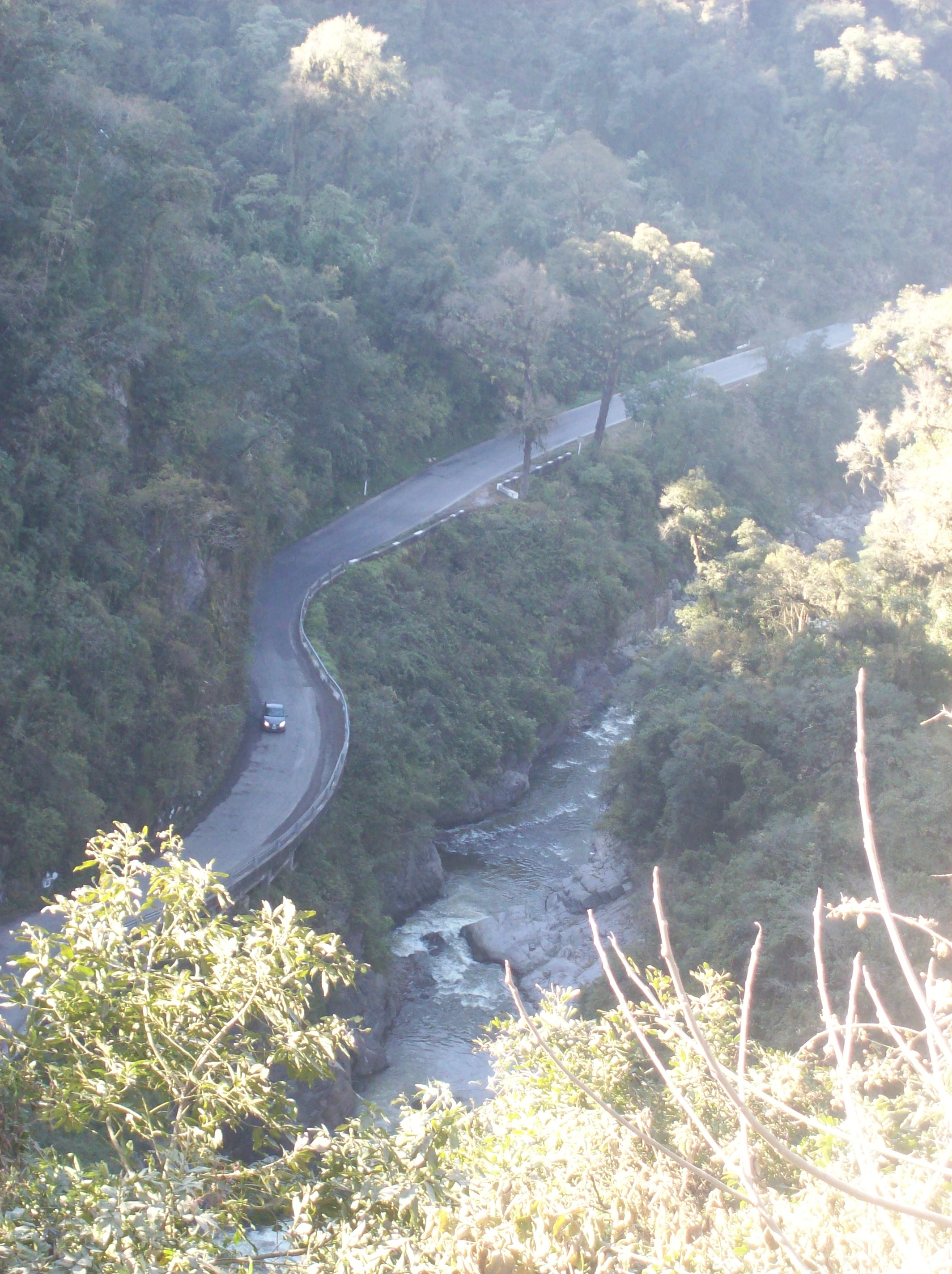
Ruta Provincial 307 y Río Los Sosa desde el Monumento al Indio.

Hasta la década del 40, sobre este paso por entre las Sierras del Aconquija, no existía ruta alguna, lo que lo hacía transitable sólo a pie o a caballo.
Recién en 1943 se inauguró la actual Ruta Provincial 307 –cuyo tramo sobre la quebrada fue trazado por Richard Maury–, que comienza en Acheral, pasa por Tafí del Valle, y termina, luego de 120 km, a Amaicha del Valle, en los Valles Calchaquíes.
Al pasar por la quebrada, a través de unos 30 km, la ruta 307 se convierte en un sinuoso camino de cornisa con profundos precipicios a su orilla que terminan abajo, en el río que le da el nombre al lugar.